# プログレスMS-04
プログレスMS-04（ロシア語: Прогресс МC-04）はロスコスモスが国際宇宙ステーション（ISS）の補給のために打ち上げた無人宇宙補給機である。NASAおよびJAXAではプログレス65または65Pとも呼称する。

## 打ち上げ
プログレスMS-04はカザフスタンのバイコヌール宇宙基地1番射点から2016年12月1日 14:52（UTC）に打ち上げられた。プログレス-MSの打ち上げにソユーズUロケットを用いる2番目にして最後の打ち上げであった。
打ち上げ382秒後にテレメトリが失われたことから、失敗の原因は第3段の不具合によるものと推測される。機体は軌道投入に失敗し、大気圏突入により破壊されて失われた。
ロスコスモスはプログレスMS-04の喪失を確認し、破片は大部分が大気圏突入時に燃え尽きたものの一部がトゥヴァ共和国に落下したと発表した。プログレスMS-04はトゥヴァ共和国の山岳地帯の上空 高度190kmで破壊されたという。

## ドッキング
プログレスMS-04はズヴェズダモジュールの機尾側にドッキングする予定であった。

## 貨物
プログレスMS-04は国際宇宙ステーションに2,450kgの補給物資（705kgの推進剤、50kgの酸素および空気、420kgの水など）を運ぶ予定であった。
打ち上げ失敗により、LLC IC "VTB Insurance"から約25億ルーブルの保険金が支払われる。